# Funiculaire Zecca-Righi

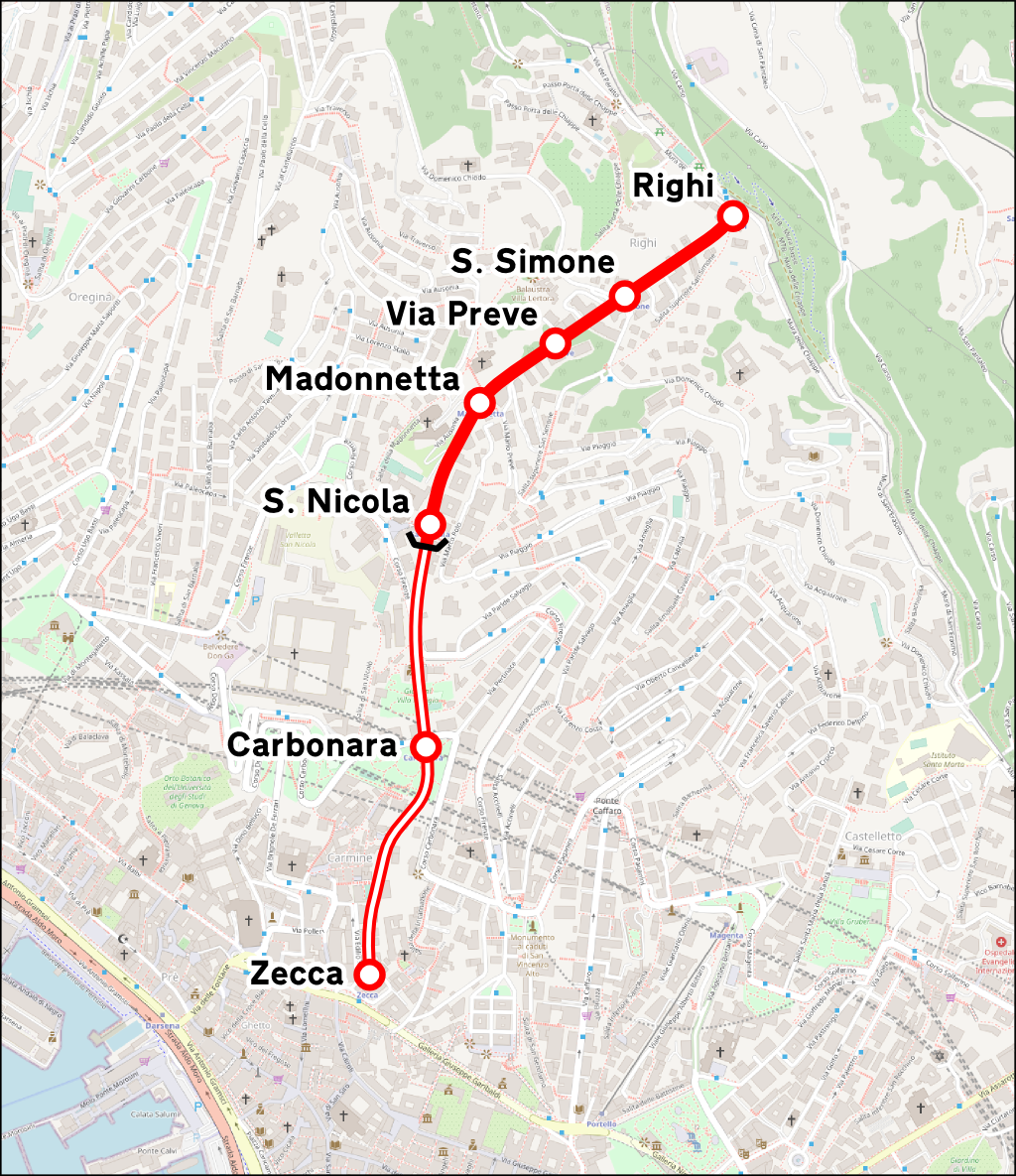
Carte de la ligne

Le Funiculaire Zecca-Righi, historiquement connu sous le nom de funiculaire Righi est un funiculaire situé dans la ville de Gênes.

## Histoire
En 1890, les administrateurs génois approuvèrent le projet présenté par deux citoyens suisses, depuis longtemps implantés en Ligurie, Francesco Giuseppe Bücher et son fils Théodore, qui avaient déjà construit des installations touristiques similaires dans leur patrie. Le projet impliquait la construction d'une implantation divisée en deux sections : la première, dans le tunnel, entre le largo Zecca et l'église de San Nicola, et la seconde à l'air libre jusqu'à Castellaccio. Le 25 août, le conseil municipal a autorisé la concession pour la construction et la gestion de cette implantation ainsi que d'autres similaires et des lignes de tramway.
Bücher lui-même décide de donner à la ligne le nom de funiculaire de Righi emprunté aux lignes à crémaillères suisses du Mont Rigi (prononcer Righi en allemand) dans son pays natal, dont le succès touristique l'a inspiré. La zone vallonnée près de la gare finale de Castellaccio est depuis communément appelée le Righi, ou simplement Righi.

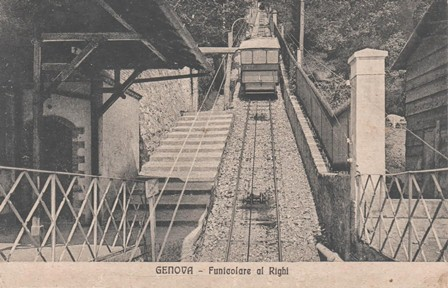
Gênes, funiculaire du Righi, 1919

Le 18 février 1891 suivant, la Società di Ferrovie Elettriche e Funicolari est créée à Kerns. Le 29 octobre 1892, un avant-projet est présenté par les ingénieurs Luigi Mignacco et Carlo Pfaltz ; ce dernier, un Autrichien, avait déjà travaillé sur le tunnel du Gothard.
La tranche amont fut inaugurée le 28 septembre 1895 tandis que pour celle aval, entièrement en tunnel, il fallut attendre le 15 février 1897, bien que l'essai définitif ne fut obtenu que le 17 janvier 1912[pas clair],,.
Durant la Seconde Guerre mondiale, les bombardements du 7 novembre 1942 causent de lourds dégâts à la partie supérieure de la ligne, au point de nécessiter sa fermeture, tandis que les tunnels de la partie inférieure sont transformés en abri anti-aérien.
La remise en service a nécessité des travaux assez longs, qui ont donné lieu à la réouverture progressive des deux sections (la supérieure en 1945, l'inférieure l'année suivante) ,.
À la fin des années 1980, il a fallu moderniser l'installation pour l'adapter aux évolutions de la réglementation, qui exigeaient, entre autres, l'installation d'un système de freinage supplémentaire,.
Vingt ans après cette modernisation, le 1er avril 2010, le funiculaire Zecca-Righi a fermé jusqu'au 27 novembre suivant pour subir sa révision vingtennale.

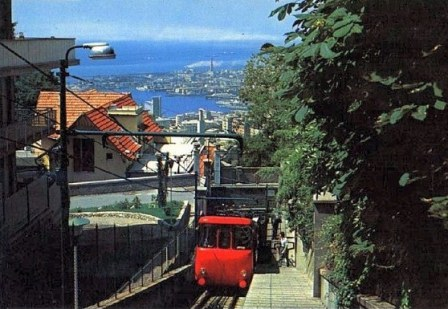
carte postale.
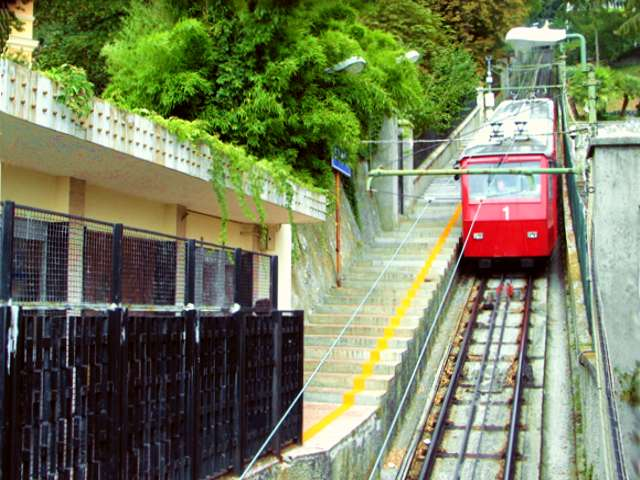
Station San Simone.
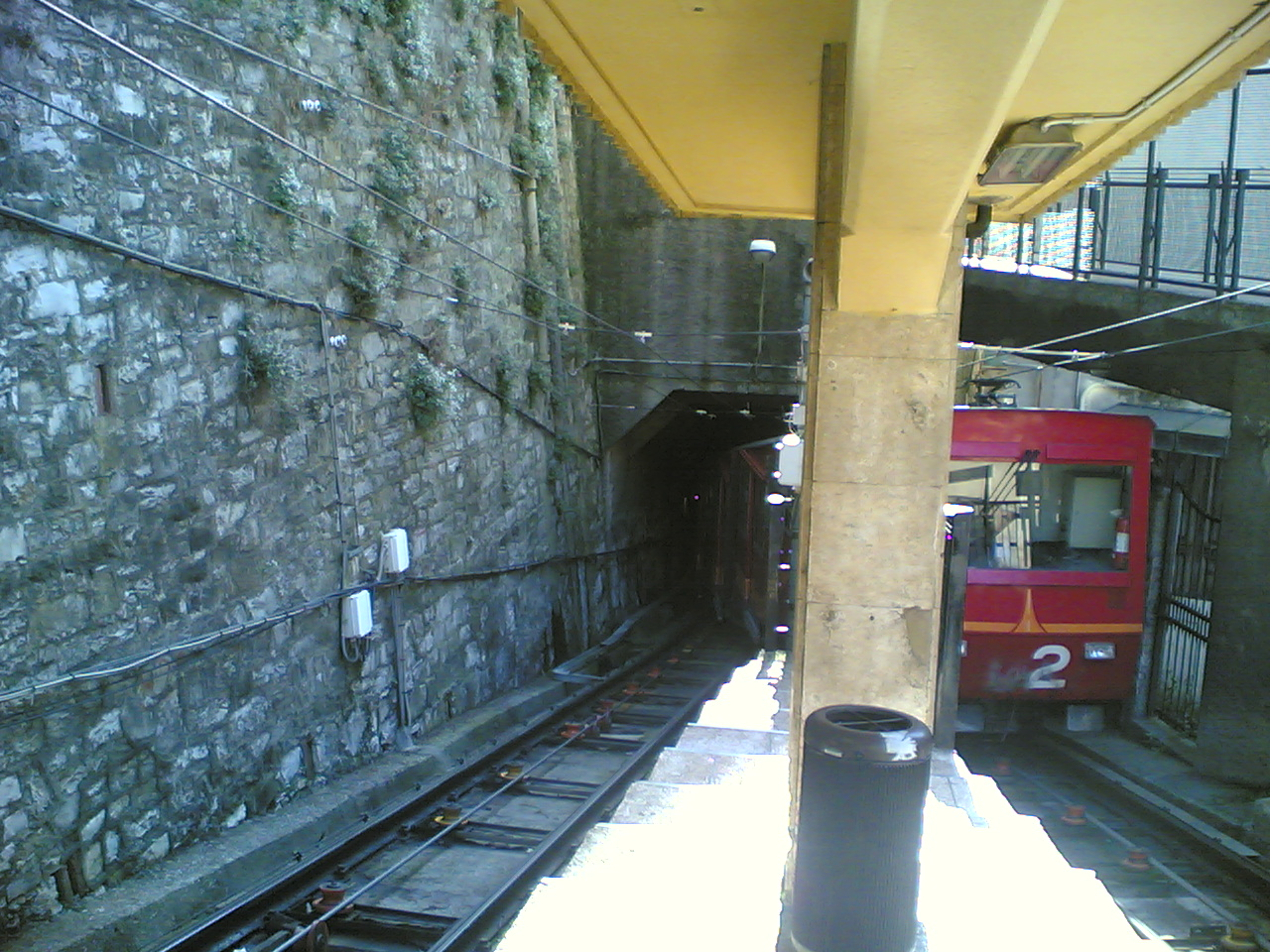
Station San Niccolò.

## Description
L'ensemble de la ligne couvre un dénivelé de 279 mètres, passant de 13 mètres d'altitude à la gare inférieure à 292 mètres au sommet, pour une longueur totale de 1428 mètres et une pente moyenne de 19,1%.
La ligne est constituée d'une voie unique, qui se dédouble à la gare médiane pour permettre le croisement des deux rames.
Entre la gare médiane et le terminus amont se trouvent trois stations intermédiaires. Il n'y en a qu'une seule entre la gare médiane et le terminus aval. Comme les deux rames (celle qui monte et celle qui descend) sont synchronisées par l'action du câble de traction, deux arrêts en pleine voie ont lieu dans la partie aval pour qu'il y ait bien trois arrêts symétriques de part et d'autre de la gare médiane. 
Chaque rame est composée de deux voitures non communicantes. Un poste de conduite se trouve à chaque extrémité pour permettre la circulation dans les deux sens. La conduite est désormais automatique, l'agent de conduite n'intervenant qu'en cas de dysfonctionnement. L'alimentation électrique des rames est assurée par une caténaire double et deux pantographes parallèles.
La vitesse du câble de traction, d'un diamètre de 42 mm, équivaut à 6 mètres par seconde et permet de parcourir le trajet en 12 minutes. Les deux rames composées de deux voitures chacune disposent de 33 places assises pour une capacité totale de 150 personnes. La gare Righi située au sommet offre quatre  terrasses panoramiques en escalier au-dessus de la voie.
L'accès au funiculaire est gratuit pour les Génois.